# Viganj
Viganj is een plaats in de gemeente Orebić in de Kroatische provincie Dubrovnik-Neretva. De plaats telt 322 inwoners (2001).